# Hudson Mohawke
Hudson Mohawke, pseudonimo di Ross Matthew Birchard (Glasgow, 11 febbraio 1986), è un musicista scozzese.
La sua musica si caratterizza per l'estremo eclettismo e le influenze hip-hop, IDM, glitch, fusion, hip-hop ed electro. 

## Biografia
Il suo album di debutto Butter (2009) è stato definito da Simon Reynolds un album di "rock progressivo aggiornato all'era di ProTools, uno spaventoso incubo simil-CGI di suoni tonitruanti e iperelaborati". Alcuni hanno definito lo stile dell'album "aqua-crunk-step" oppure "wonky". Il successivo Lantern (2015) ha visto la partecipazione di artisti quali Antony Hegarty e Kanye West.
Viene ricordato per aver co-prodotto tracce di rapper quali Kanye West, Drake e Lil Wayne.

## Discografia
- 2009 – Butter
- 2015 – Lantern
- 2022 - Cry Sugar